# Industrispionage
Industrispionage är spionage i kommersiellt syfte, i stället för i säkerhetssyfte. Både stater och företag kan ägna sig åt industrispionage.
Numera talar man dock oftare om affärsspionage i och med att spionaget riktas även mot andra delar av näringslivet än enbart tillverkningsindustrin.
Exempel på industrispionage, eller i alla fall misstänkt industrispionage, är USA:s användande av övervakningsnätverket Echelon med vilket de bland annat spionerat på det tyska företaget Enercon som utvecklade en speciell teknik för vindkraftverk samt på det belgiska företaget Lernout & Hauspie som framtagit en ny talteknologi.[källa behövs]